# Gommalacca (album)
| Recensione              | Giudizio |
| ----------------------- | -------- |
| Dizionario del pop-rock |          |

Gommalacca è il ventesimo album di Franco Battiato, pubblicato il 24 settembre 1998 con etichetta PolyGram e che raggiunse la prima posizione in classifica. I testi sono stati scritti da Manlio Sgalambro e da Battiato stesso (solo per le prime quattro tracce: le ultime sei sono state scritte dal solo Sgalambro). Franco Battiato ha anche composto le musiche ed ha curato arrangiamenti e produzione.
In questo album Battiato si avvale della collaborazione di alcuni musicisti attivi nella scena rock e alternativa italiana: Morgan e Marco Pancaldi (Bluvertigo), Ginevra Di Marco (C.S.I.), Madaski e Ru Catania (Africa Unite).
Per la promozione del disco i brani Shock in My Town, Il mantello e la spiga e Vite parallele furono eseguiti da Battiato, come ospite fuori gara, al quarantanovesimo festival di Sanremo, alla presenza del filosofo Manlio Sgalambro e con Giusto Pio alla direzione dell'orchestra.

## Descrizione
Considerato uno dei dischi più sperimentali di Battiato, l'album presenta vari tipi di sonorità, quali quelle techno e hard rock, e l'uso di loop, di scontri chitarra-sintetizzatore, di cori, batterie e chitarre campionate. Il disco fu definito "un esperimento di elettronica e suoni striscianti" ed un "alto esempio di techno hard rock intellettuale".

## Tracce
Testi di Manlio Sgalambro, tranne dove indicato; musiche di Franco Battiato.
1. Shock in My Town – 4:24 (testo: Franco Battiato e Manlio Sgalambro)
2. Auto da fé – 3:59 (testo: Franco Battiato e Manlio Sgalambro)
3. Casta diva – 3:38 (testo: Franco Battiato e Manlio Sgalambro)
4. Il ballo del potere – 4:26 (testo: Franco Battiato e Manlio Sgalambro)
5. La preda – 3:44
6. Il mantello e la spiga – 3:59
7. È stato molto bello – 3:49
8. Quello che fu – 4:30
9. Vite parallele – 3:24
10. Shakleton – 8:35 (testo: Manlio Sgalambro e Fleur Jaeggy)

Durata totale: 44:28

## Formazione
- Franco Battiato - voce, pianoforte, tastiera e chitarra elettrica
- Morgan - basso e cori
- Marco Pancaldi - chitarra acustica ed elettrica, cori
- Ru Catania - chitarra elettrica
- Gavin Harrison - batteria e percussioni
- Ginevra Di Marco - voce
- Manlio Sgalambro - pianoforte finale in (3), voce recitante in (10)
- Andrea Pezzi - voce recitante in (4)
- Fleur Jaeggy (accreditata come "Carlotta Wieck") - voce in (10)
- Paola Romanò, Maria Callas - soprano in (3)
- Madaski - registrazioni, assistito da Maurizio Andiloro
- Pino "Pinaxa" Pischetola - programmazione in (10) e sintetizzatore in (2, 6, 10)

## I brani
- Nel brano Shock in My Town vengono citati i Velvet Underground, la mescalina e la Kundalini. Shock in My Town è un visionario viaggio psichedelico fra cori spettrali e distorsioni varie sintetizzate nella falsa rima del brano "Shock in My Town... Velvet Underground", un viaggio urbano nella mescalina, una droga brasiliana (che rappresenta il progresso contemporaneo) che sta infestandoci e trasformandoci radicalmente, rendendoci come dice la traccia solo "rozzi cibernetici signori degli anelli, orgoglio dei manicomi" e "simili agli insetti". Il pezzo è caratterizzato da un riff di chitarra elettrica distorta e dall'uso di un tappeto di elettronica di sottofondo, fra il suono della tastiera elettronica, cori spettrali e voci disumane. Al minuto tre è ascoltabile un reverse, ovvero un messaggio comunicato all'incontrario ("Di amminoacidi... Nelle mie orbite si scontrano tribù di suburbani, di amminoacidi").
- L'Auto da fé (per l'esattezza autodafé o auto da fe) era una cerimonia pubblica dell'Inquisizione spagnola.
- Casta Diva è dedicata alla memoria del soprano greco Maria Callas, e ne ripercorre alcuni momenti della vita (il trasferimento in Grecia, i matrimoni). Presenta due tecniche musicali che si scontrano, la musica classica (sono presenti dei campionamenti dall'omonimo cantabile della Norma) e dei riff rock. Del brano esistono due versioni: inizialmente Battiato non ottenne l'autorizzazione per usare il cantato originale di Maria Callas, così campionò la voce di Paola Romanò, ma nelle successive ristampe dell'album inserì la versione con la voce della Callas.
- Ne Il ballo del potere è inserita una descrizione (in lingua inglese) del Taijitu, recitata con il "canto parlato" da Andrea Pezzi. Il brano è uno degli esperimenti più arditi dell'album, un eclettico lavoro contemporaneo di musica etnica elettronica. Battiato utilizza qui l'elettronica in maniera raffinata e potente, tanto da fare di questa traccia un movimento che rimane in bilico fra tradizione e neoavanguardie, fra melodie anni '30 ed un'elettronica sfrenata ma molto elegante. Ne Il ballo del potere la linea melodica principale segue gli andamenti tribali africani e degli aborigeni australiani, rappresentati con il forte uso degli strumenti a percussione, alla quale si aggiunge una serie di cori campionati e distorti. Il brano, apparentemente, descrive una danza africana, ma in realtà ha anche una doppia chiave di lettura a sfondo politico: "Ti muovi sulla destra, poi sulla sinistra, resti immobile sul centro" si riferisce agli schieramenti politici, alla variabilità di pensiero politico ed alla complessità del voto nell'intero Occidente, soprattutto messa a confronto con le abitudini dei Pigmei centrafricani e degli Aborigeni australiani qui descritte, decisamente più immediate, stabili, rappresentando la stima di Battiato verso i paesi meno industrializzati ed il suo disprezzo verso la decadente e complicata civiltà occidentale.
- Nel brano più pacato La preda, Battiato descrive un'estasi tantrica, ovvero raggiungibile col Tantrismo (Cerca di restare immobile: non parlare. Lento il respiro all'unisono: rallenta il cuore. Muta la furia in ebbrezza ed in tenerezza.) Il brano presenta suoni moderni che si uniscono alla soavità ed all'Estasi che il Tantra orientale provoca con le sue lusinghe da fusione amorosa, che Battiato identifica come una "Voglia di Arditezze", ottenute con il vivace suono di un pianoforte.
- Nel brano Shakleton si fa riferimento all'impresa del celebre esploratore britannico dei primi del Novecento Ernest Henry Shackleton durante la spedizione Endurance. Il testo in tedesco nel finale è di Carlotta Wieck, pseudonimo di Fleur Jaeggy. Nello stesso brano viene citata la canzone Plaisir d'amour (1785) di Johann Paul Aegidius Martin. Questa canzone è stata cantata integralmente da Battiato in Come un cammello in una grondaia (1991).

## Riconoscimenti
- L'album riceve il Premio della Critica come "Miglior Disco dell'Anno" in un referendum della stampa specializzata promosso dalla rivista Musica e Dischi.[5]
- Nel 1999 si aggiudica la Targa Tenco come "Miglior Album dell'Anno".